# Grunge
Grunge je žanr američke rock glazbe. Pojavio se sredinom 80-ih, no primjećen je tek početkom 90-ih. Najveći je utjecaj imao između 1988. i 1993. Grunge je okarakteriziran kao spoj hardcore punka, heavy metala, te indie rocka. Pojavio se u Americi kao odgovor na britanski punk. U tekstovima se često izmjenjuju idealizam s krajnjim pesimizmom.
Najbolji primjer grunge glazbe je singl "Smells Like Teen Spirit" koji je izdao glazbeni sastav Nirvana iz Seattlea.
Najvažnija obilježja grungea su gitare podešene na jaku distorziju, te tekstovi pjesama koji su na granici između idealizma i pesimizma. Popularnost Nirvane dovela je i do toga da su ljude počeli zanimati i ostali seattleski slični glazbeni sastavi npr. Pearl Jam, Soundgarden i Mudhoney i Alice In Chains.
Grunge glazba sadrži melodičku osjećajnost Beatlesa kao i brutalnost hard rock glazbenih sastava kao na primjer Black Sabbath. Grunge glazbenici bili su antimaterijalističkog pogleda na svijet.